# Fionn Carr

a Compétitions nationales et continentales officielles uniquement.

b Matchs officiels uniquement.
Dernière mise à jour le 10 novembre 2021.
Fionn Carr, né le 17 décembre 1985 à Ardclough (Irlande), est un joueur irlandais de rugby à XV évoluant au poste d'ailier.

## Palmarès
- Vainqueur de la Coupe d'Europe en 2012 avec le Leinster
- Vainqueur du Challenge européen en 2013 avec le Leinster
- Vainqueur du Pro12 en 2013 avec le Leinster
- Vainqueur du Pro12 en 2016 avec le Connacht